# Aerobaktinska sintaza
Aerobaktinska sintaza (EC 6.3.2.39, iucC (gen)) je enzim sa sistematskim imenom N2-citril-6-acetil-6-hidroksi-L-lizin:N6-acetil-6-hidroksi-L-lizin ligaza (formira ADP). Ovaj enzim katalizuje sledeću hemijsku reakciju
2 ATP + N2-citril-6-acetil-6-hidroksi--lizin + 6-acetil-6-hidroksi--lizin + 2O {\displaystyle \rightleftharpoons } 2 ADP + 2 fosfat + aerobaktin
Za dejstvo ovog enzima je neophodan jon Mg2+.

## Literatura
- Nicholas C. Price; Lewis Stevens (1999). Fundamentals of Enzymology: The Cell and Molecular Biology of Catalytic Proteins (Third изд.). USA: Oxford University Press. ISBN 019850229X.
- Eric J. Toone (2006). Advances in Enzymology and Related Areas of Molecular Biology, Protein Evolution (Volume 75 изд.). Wiley-Interscience. ISBN 0471205036.
- Branden C; Tooze J. Introduction to Protein Structure. New York, NY: Garland Publishing. ISBN 0-8153-2305-0.
- Irwin H. Segel. Enzyme Kinetics: Behavior and Analysis of Rapid Equilibrium and Steady-State Enzyme Systems (Book 44 изд.). Wiley Classics Library. ISBN 0471303097.

## Spoljašnje veze
- Aerobactin+synthase на 